# Carl Magnus af Robson
Carl Magnus af Robson, före adlandet Robsahm, född 20 december 1776 i Lerbäck, Örebro län, död 6 juni 1840 på Vissboda bruk, Lerbäcks socken, var en svensk tecknare och bergsråd.
Han var son till brukspatronen Carl Magnus Robsahm och Anna Elisabeth Geijer och gift första gången 1804 med Elisabeth Maria Grahl och andra gången 1820 med Maria Carolina Burenstam samt far till Fredrik af Robson och Albert Robson. Efter studier i Uppsala var Robson verksam som auskultant vid Bergskollegium från 1795 och han utnämndes till bergsråd 1816 för att slutligen erhålla avsked som vice president 1833. Han adlades 1819. Tillsammans med bergmästaren Anders Swab gjorde han en resa genom Jämtland och Härjedalen för att slutligen anlända till Röros 1796. Målet med resan var att studera kopparverket i Röros. Under resans gång tecknade han ner omgivningarna och ritade en karta som blev den första geografiska karta som graverades och gavs ut över Härjedalen. Somrarna 1797–1800 och vintern 1798 vistades han i Norrbotten och Luleå lappmark och detta resulterade i att han utgav en bok med teckningar och berättelser från tiden där. Robson finns representerad vid Nationalmuseum i Stockholm.